# Marko Lomić
Marko Lomić (in serbo Марко Ломић?; Čačak, 13 settembre 1983) è un ex calciatore serbo, di ruolo difensore.

## Carriera

### Club
Lomić debutta nel 2000, a 17 anni, con il Borac Čačak con cui in due stagioni disputa 16 partite in campionato segnando 9 gol. Nel 2002 passa in prestito in Bulgaria al Litex Loveč per poi tornare in Serbia allo Železnik prima e al Partizan poi. Nel 2007 si trasferisce in Germania al Coblenza dove resta per due stagioni. Dopo un'altra stagione al Partizan nel 2010 passa ai russi della Dinamo Mosca.

### Nazionale
Nel 2004 prende parte alle Olimpiadi di Atene con la selezione olimpica serbomontenegrina e nel 2006 con la Serbia e Montenegro Under-21 all'Europeo di categoria.
Il 7 agosto 2010 esordisce nella Nazionale maggiore serba in amichevole contro il Giappone.